# Lansdowne, New South Wales
Lansdowne este o suburbie în Sydney, Australia.